# Subkapitulum

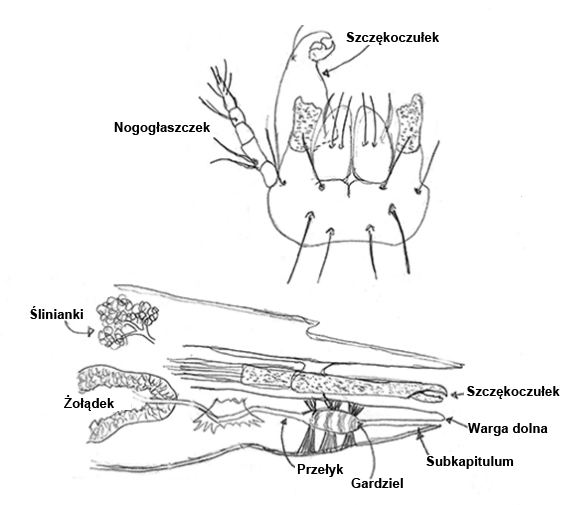
Gnatosoma z podpisanym subkapitulum

Subkapitulum, infrakapitulum (łac. hypognathum, subcapitulum, infracapitulum) – część gnatosomy niektórych roztoczy.
Subkapitulum stanowi brzuszną część gnatosomy, na której położony jest otwór gębowy, nogogłaszczki, wargę górną i wargi boczne. W jego części środkowej tworzy się rynienkowaty hypostom, który u kleszczy przekształcony jest w ząbkowany aparat kłujący. Leży tu też rowek hypostomalny. Przednioboczne części subkapitulum wyposażone mogą być w corniculi lub rutellae. U nasady hypostomu występować mogą apofyzy sternalne, które u żukowców wykształcone są w tritosternum. Przednia krawędź subkapitulum zaopatrzona może być w paralaciniae. U mechowców jego nasada tworzy bródkę (mentum). U niektórych Actinotrichida grzbietowa część subkapitulum tworzy szyję.
Subkapitulum powstało ze zrośniętych części koksosternalnych segmentu nogogłaszczkowego i wyewoluowało niezależnie u dręczy i roztoczy właściwych. U niektórych Cheyletoidea i pasożytniczych Myobiidae subkapitulum zlewa się ze styloforem, tworząc kapsułę styloforową. W niektórych grupach Prostigmata subkapitulum lub cała wspomniana kapsuła określane bywają jako rostrum.